# إيلي فلدشتاين
إليعازر "إيلي" فيلدشتاين (بالعبرية: אלי פלדשטיין؛ وُلد حوالي عام 1992) هو المتحدث باسم رئيس الوزراء بنيامين نتنياهو للشؤون العسكرية. استُجوب واعتُقل في نوفمبر 2024 للاشتباه في ارتكابه جرائم أمنية خلال الحرب على غزة، وفي مارس 2025 للاشتباه في تورطه في قضية الارتباط القطري.

## السيرة
فيلدشتاين هو خريج يشيفا أور إسرائيل في بيتاح تكفا، وهي يشيفا أرثوذكسية متطرفة - ليتفاكس. في يونيو 2014، انضم إلى الجيش الإسرائيلي وشغل منصب المتحدث باسم مديرية شؤون الموظفين، حيث كان مسؤولاً عن الاتصال مع وسائل الإعلام الأرثوذكسية المتطرفة. في يوليو 2016، أكمل دورة ضباط وعُين رئيسًا للأركان لرئيس قسم التخطيط في مديرية التخطيط. في يونيو 2017، عُين ضابط عمليات لمكتب المتحدث باسم الجيش الإسرائيلي.
في يوليو 2019، عُيّن متحدثًا باسم فرقة يهودا والسامرة، بعد إعفائه من الخدمة النظامية برتبة نقيب. في ديسمبر 2022، عُيّن متحدثًا باسم وزير الأمن القومي إيتمار بن غفير، حتى استقالته في أبريل 2023.